# Glypta incompleta
Glypta incompleta är en stekelart som beskrevs av Dasch 1988. Glypta incompleta ingår i släktet Glypta och familjen brokparasitsteklar. Inga underarter finns listade i Catalogue of Life.